# 1948 en aéronautique
Chronologie de l'aéronautique
- 1944
- 1945
- 1946
- 1947
- 1948
- 1949
- 1950
- 1951
- 1952

Cet article présente les faits marquants de l'année 1948 en aéronautique.

## Événements

### Janvier
- 10 janvier : crash de l'Arsenal VB-10 de Pierre Decroo, au cours d'un vol de routine dont l'appareil prend feu au-dessus de la ville d'Antony, le pilote est grièvement blessé mais emmène son avion hors de l'agglomération.
- 23 janvier : premier vol de l'avion de transport léger de Havilland Australia DHA-3 Drover.

### Février
- 4 février : 
  - création du Military Air Transport Service (MATS) au sein de l'US Air Force;
  - premier vol du Douglas Skyrocket.
- 18 février : création de la compagnie aérienne espagnole Aviaco.
- 21 février : perte totale de l'hydravion Latécoère 631 F-BDRD au large des îles Saint-Marcouf, lors d'un transfert du Havre à Biscarrosse, avec 19 personnes à bord[1].

### Mars
- 23 mars : un De Havilland Vampire piloté par John Cunningham bat le record du monde d'altitude sans charge utile en atteignant 18 119 m[2].
- 26 mars : mise en marche du prototype du turboréacteur français ATAR 101.

### Avril
- 25 avril : le prototype du North American F-86 Sabre franchit le mur du son devenant ainsi le premier avion à réaction supersonique.
- 28 avril : premier vol commercial sans escale entre Paris et New York, effectué par un Constellation de la compagnie Air France.

### Juin
- 15 juin : premier vol du SE.3101, premier hélicoptère 100 % français de l'après-guerre[3],[4].
- 24 juin : début du blocus de Berlin par les Soviétiques à la suite de la réforme monétaire (fin le 12 mai 1949).
- 26 juin : début du pont aérien entre Berlin et le reste de l'Allemagne de l'Ouest réalisé par des Douglas C-47 Skytrain de l'US Air Force. Il durera jusqu'au 30 septembre 1949.
- 28 juin : premier record de vitesse en hélicoptère établi par Basil Arkell sur un Fairey Gyrodyne volant à 200 km/h.

### Juillet
- 14 juillet : premier vol du prototype de l'hydravion britannique Supermarine Seagull
- 16 juillet :
  - premier vol du prototype de l'avion de transport Vickers Viscount.
  - quatre hommes armés détournent l'avion civil Miss Macao de Cathay Pacific et tirent sur le pilote ; l'avion s'écrase, tuant 26 des 27 personnes à bord.
- 25 juillet : record de vitesse sur le trajet Londres-Paris réalisé en 34 min 7 s par un avion de transport à réaction britannique.

### Août
- 1er août : disparition de l'hydravion Latécoère 631 F-BDRC entre la Martinique et la Mauritanie, avec 52 personnes à bord[5].
- 16 août : premier vol du prototype de l'intercepteur Northrop F-89 Scorpion à Edwards.
- 23 août : premier vol du chasseur parasite expérimental McDonnell XF-85 Goblin.

### Septembre
- 1er septembre : premier vol du chasseur à aile en flèche suédois Saab J 29 Tunnan.
- 6 septembre : un de Havilland DH.108 passe le mur du son en piqué ; c'est le premier avion britannique à réaliser une telle performance.
- 15 septembre : record du monde de vitesse battu par un F-86 Sabre piloté par le commandant Johnson atteignant la vitesse de 1 079,84 km/h[6].

### Octobre
- 12 octobre : premier vol du prototype bi-réacteur SNCAC NC.1071.

### Novembre
- 15 novembre : création de la compagnie aérienne israélienne El Al.
- 24 novembre : premier vol du quadrimoteurs français SNCASE SE.1010.
- 30 novembre : première utilisation commerciale du système FIDO destiné à dissiper le brouillard, sur l'aéroport de Blackbushe (Surrey, Angleterre).

### Décembre
- 2 décembre : premier vol du Beechcraft Model 45, prototype du T-34 Mentor.

## Décès
- 30 janvier : Orville Wright, qui réalisa avec son frère Wilbur le premier vol motorisé en 1903.